# Eichholz (Hennef)
Eichholz ist ein Ortsteil der Stadt Hennef (Sieg) im Rhein-Sieg-Kreis in Nordrhein-Westfalen. 

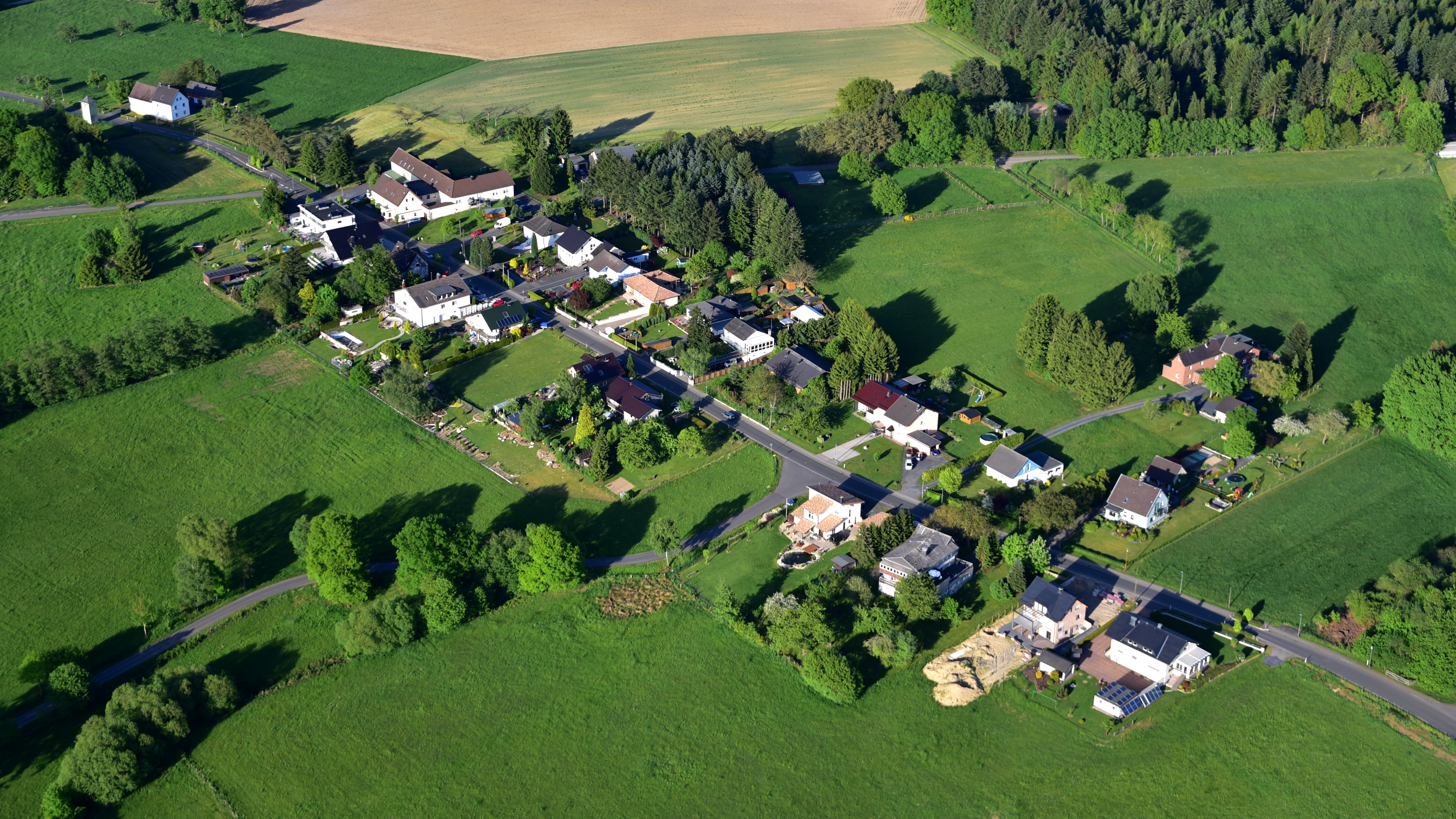
Eichholz (Hennef), Luftaufnahme (2017)

## Lage
Der Weiler liegt als höchstgelegener Ortsteil der Stadt in einer Höhe von überwiegend 270 bis 280 Metern über NHN – am östlichen Rande des Ortsteils werden gut 285 m ü. NHN erreicht – auf den Hängen des Westerwaldes, aber noch im Naturpark Bergisches Land. Nachbarorte sind Stotterheck im Südwesten, Lückert im Westen und im Norden Issertshof, Kraheck und Hülscheid.

## Geschichte
Im Jahr 1875 wurde in Eichholz eine Schule für die umliegenden Ortschaften gebaut. Zum Schulbezirk Eichholz gehörten die Ortschaften Darscheid, Hülscheid, Issertshof, Kraheck, Lückert, Meisenbach und Stotterheck. Eichholz selbst bestand zu der Zeit aus nur einem Haus mit zwei Einwohnern.
1910 gab es in Eichholz nur den Haushalt Rentner Wilhelm Schorn.
Bis zum 1. August 1969 gehörte Eichholz zur Gemeinde Uckerath, im Rahmen der kommunalen Neugliederung des Raumes Bonn wurde Uckerath, damit auch der Ort Eichholz, der damals neuen amtsfreien Gemeinde „Hennef (Sieg)“ zugeordnet.